# Twickel
Twickel is een rijksbeschermde historische buitenplaats met 81 complexonderdelen vlak bij Delden in de buurtschap Deldeneresch, in de gemeente Hof van Twente in de provincie Overijssel. Het omgrachte kasteel vormt het centrum.

## Geschiedenis
De oudste vermelding van Twickel is in 1347, als Herman van Twickelo het huis Eysinck bij Delden koopt. Dit huis wordt het latere kasteel Twickel. Achtereenvolgens wordt Twickel bewoond door leden van de familie Van Twickelo (veertiende tot en met zestiende eeuw), Van Raesfelt (zestiende en zeventiende eeuw), Van Wassenaer Obdam (zeventiende tot en met achttiende eeuw) en Van Heeckeren van Wassenaer (negentiende en twintigste eeuw). De laatste eigenares heeft Twickel overgedaan aan een stichting, die nu nog de bezittingen beheert. Tot haar dood was de barones zelf bestuursvoorzitter.
De laatste barones bepaalde dat na haar dood het kasteel bewoond moest blijven. Het woonrecht kwam aan haar achterneef Christian Graf zu Castell-Rüdenhausen, die het kasteel vanaf 1982 tot aan zijn dood op 21 januari 2010 bewoonde. Daarna ging het woonrecht over op zijn zoon Roderik Graf zu Castell-Rüdenhausen die het vanaf die tijd bewoont.
De eigenaren van Twickel hebben diverse openbare functies bekleed, zoals de functie van drost van Twente. Het bewaard gebleven archief van Twickel bevat daardoor niet alleen stukken die te maken hebben met het kasteel en de bewoners, maar ook stukken die te maken hebben met de Twentse geschiedenis. Vanwege die functies was Twickel ook regelmatig het toneel voor politieke onderhandelingen en officiële ontvangsten.

## Bouwgeschiedenis kasteel

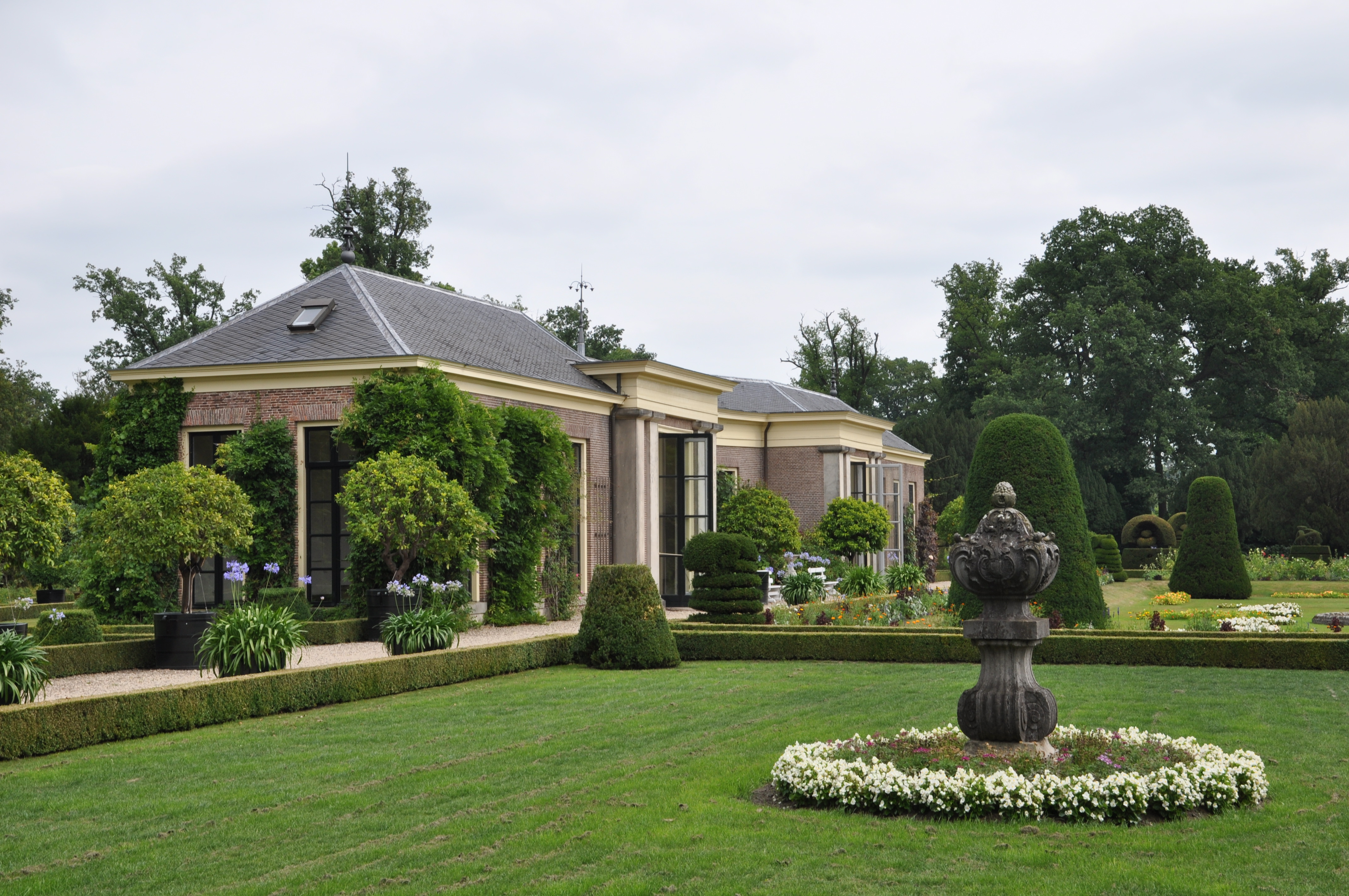
Oranjerie

Een vijftiende-eeuwse voorganger van het huidige kasteel bevond zich op de achterplaats, achter het kasteel. Opgravingen naar de fundamenten van deze voorganger vonden eind jaren 70 plaats.
De oudste delen van het huidige kasteel stammen uit het midden van de zestiende eeuw. De ingangspartij heeft een gevelsteen gedateerd 1551 en is gebouwd in vroeg-renaissancestijl. Boven de ingang bevindt zich een grote wapensteen met de wapens van Goossen van Raesfelt en Agnes van Twickelo, de bouwheer en -vrouw. De steen wordt geflankeerd door beelden van Adam en Eva. Boven de steen bevindt zich de Boom der Kennis met de slang. De ingangspartij wordt bekroond door een steile topgevel. Ter weerszijden bevinden zich zandstenen erkers met wapenschilden.
Ook de zuidtoren en het deel tussen de ingang en zuidtoren stammen uit de zestiende eeuw. De zuidtoren had tot begin achttiende eeuw een ingesnoerde achtzijde spits, die in 1727 werd vervangen door een plat dak met een balustrade. In de negentiende eeuw werd dit door het huidige piramidale dak vervangen. De zuidvleugel stamt uit 1643. In 1692 werd parallel aan de ingangsvleugel een galerij gebouwd met een keizerlijke trap naar ontwerp van Jacobus Roman. In 1847 lieten Jacob Dirk Carel van Heeckeren van Wassenaer en zijn vrouw Maria Cornelia van Wassenaer Obdam het kasteel uitbreiden met de noordtoren en bijbehorende vleugel naar ontwerp van de Engelse architect Robert Hesketh.
De laatste baron van Twickel, Rodolphe Frédéric van Heeckeren van Wassenaer, liet het huis rond 1900 ten slotte restaureren en van moderne gemakken voorzien door de eveneens Engelse architect William Samuel Weatherley. Sindsdien is er vrijwel niets aan het kasteel gewijzigd.

## Park en tuinen

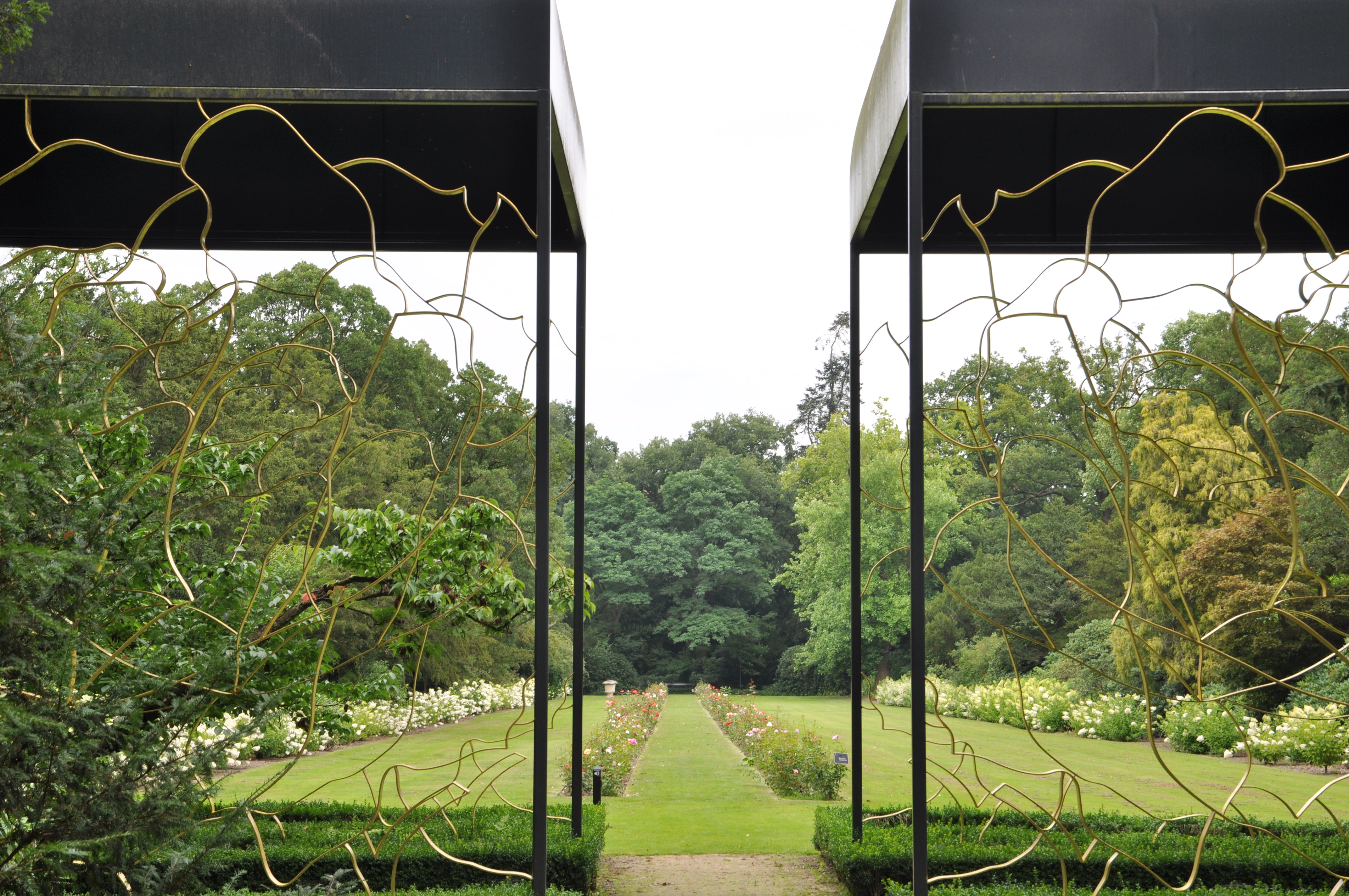
Rozentuin

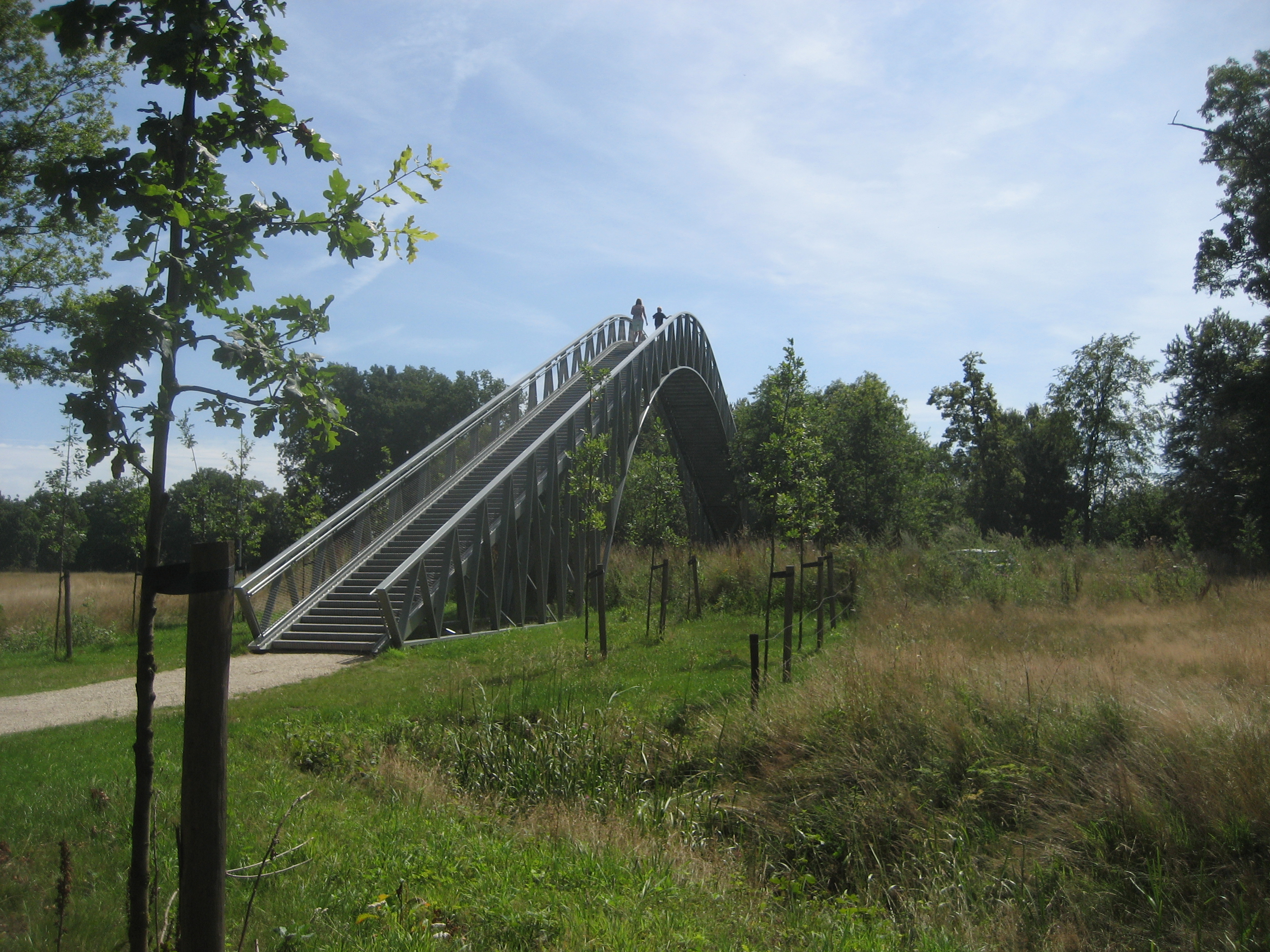
Verbindingsbrug over rondweg
(ontwerp van Van Gessel)

Twickel geniet grote bekendheid wegens zijn tuinen en park. De oudste bekende tuinaanleg stamde uit het midden van de zeventiende eeuw. Het betrof een tuin ten zuiden van het kasteel met parterres in een geometrische aanleg rond een piramide van lattenwerk; verder waren er twee loofgangen. Daarnaast bevonden zich rond het kasteel boomgaarden en moestuinen. Het geheel was omgeven door een haag en de buitengracht. In het begin van de achttiende eeuw werd achter het kasteel in de as van het huis een baroktuin en vijvers aangelegd. De moestuin verhuisde naar de overzijde van de Twickelerlaan, ten zuiden van de Kooidijk. Rond 1769 werd ten noorden van de buitengracht een wildbaan aangelegd. Daarnaast werd in het bos tegenover het kasteel kleine delen in de landschappelijke stijl aangelegd.
Bij Twickel staan exotische bomen. Aan het eind van de achttiende eeuw werd de hele barokaanleg veranderd in een landschappelijke tuin. In deze tijd werd het Bergje in de noordoostelijke hoek van het park opgeworpen door een vijver te graven.
Rond 1830 werd het park herontworpen door Jan David Zocher. Ook werd de huidige oranjerie gebouwd. Aan het eind van de negentiende eeuw ontwierp Hugo Poortman de formele tuin rond de oranjerie. Voor de rest van het park en het Twickelerbos werden plannen gemaakt door Eduard Petzold. Onder andere werd toen de Nieuwe weg aangelegd die de Twickelerlaan met het treinstation van Delden verbond en de moestuin verhuisd naar de huidige plaats op de hoek Twickelerlaan/Bornsestraat. De Rotstuin werd in de twintigste eeuw aangelegd door de laatste barones, M.A.M.A. barones van Heeckeren van Wassenaer née Gräfin von Aldenburg Bentinck (1879-1975).
In 2008 is men bezig de ontwerpen van de landschapsarchitect Michael van Gessel te realiseren.
Historische bouwwerken in het park zijn de oranjerie, het tuinhuis, de ijskelder en de eikelschuur.
Twickel is lid van de Nederlandse Vereniging van Botanische Tuinen. De collectie citrusbomen vormt onderdeel van de Nederlandse Nationale Plantencollectie.

## Bezittingen
Onder Twickel vallen diverse boerderijen, die te herkennen zijn aan de witte luiken met zwarte randen. Het boerderijenbezit wordt beheerd door een rentmeester en de pacht wordt gebruikt voor het beheer van het landgoed. Een deel van de op de eigen landgoederen geproduceerde producten wordt verkocht in de landgoedwinkel.

## Bezitters van het huis Twickel

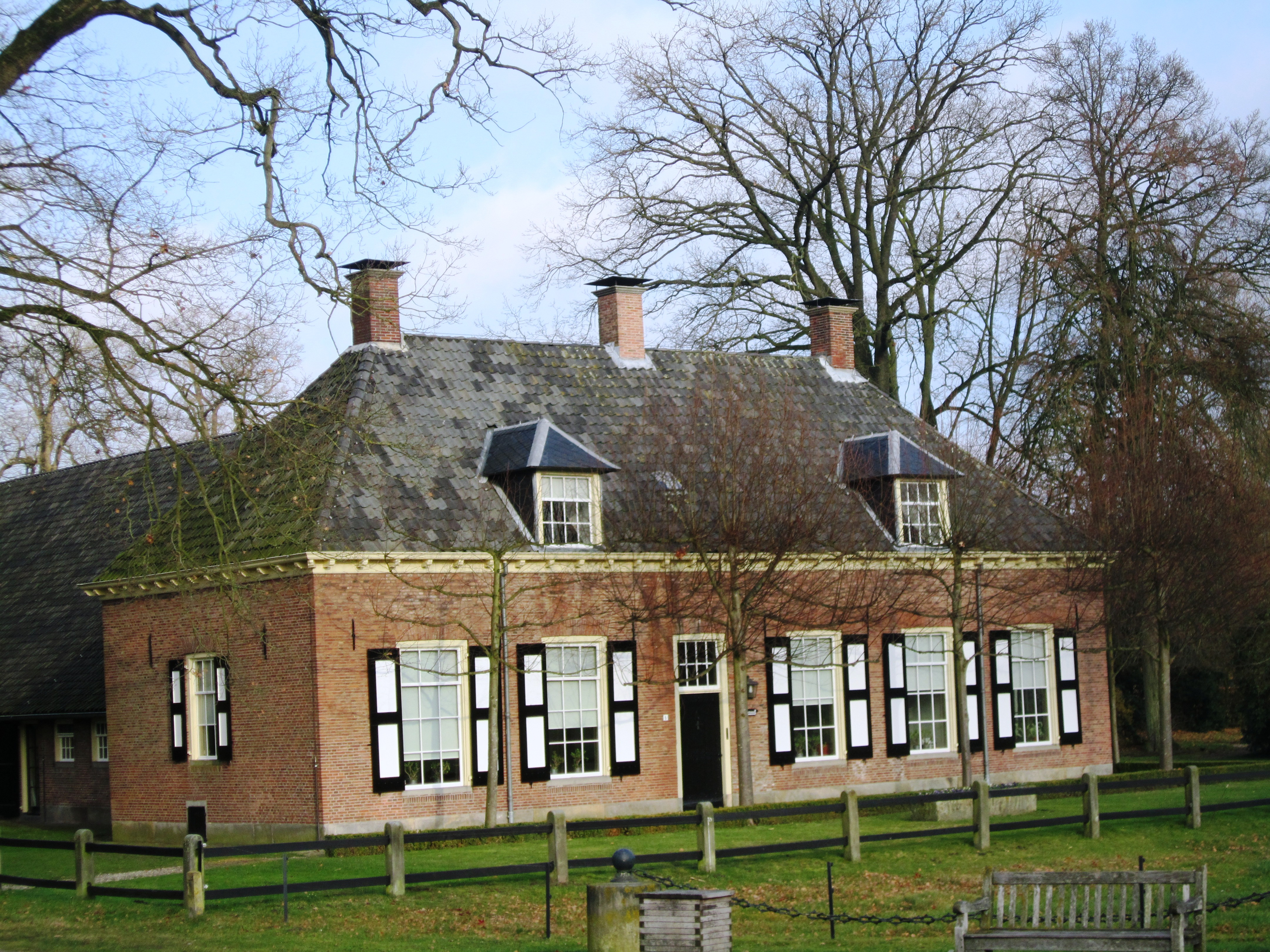
Boerderij met luiken in de kleuren van het landgoed: wit met zwarte randen

### Van Twickelo
- 1347-: Herman I van Twickelo Engelbertszoon (†in of na 1359)
- -1417: Herman II van Twickelo (†in of na 1423)
- 1417-1422: Herman III van Twickelo (†voor of in 1421)
- 1422-1449: Johan I van Twickelo (†1449)
- 1449-1500: Johan II van Twickelo (†1500)
- 1500-1539: Johan III van Twickelo (†1539)

### Van Raesfelt
- 1539-1551/circa 1580: Agnes van Twickelo (†1551) x 1537 Goossen van Raesfelt (1510-1580)
- 1562-1604: Johan I van Raesfelt (†1604)
- 1604-: Johan II van Raesfelt (†1648)
- -1683: Adolf Hendrik van Raesfelt (1625-1682)

### Van Wassenaer
- 1683-1693/1714: Adriana Sophia van Raesfelt (†1694) x 1676 Jacob II van Wassenaer Obdam (1645-1714)
- 1714-1766: Unico Wilhelm van Wassenaer Obdam (1692-1766) x Dodonea Lucia van Coslinga (1702-1769)
- 1766-1800: Carel George van Wassenaer Obdam (1733-1800) x Jacoba Elisabeth van Strijen (1741-1816)
- 1800-1812: Jacob Unico Wilhelm van Wassenaer Obdam (1769-1812) x 1. Adriana Margaretha Clifford (1772-1797), 2. Margaretha Gelena Alewijn (1776-1802), 3. Sophia Wilhelmina Petronella van Heeckeren van Kell (1772-1847)
- 1812/1831-1850/1875: Marie Cornélie van Wassenaer Obdam (1799-1850) x 1831 Jacob Derk Carel van Heeckeren van Kell, alias van Heeckeren van Twickel, alias van Heeckeren van Wassenaer (1809-1875)

### Van Heeckeren
- Jacob Derk Carel van Heeckeren van (1809-1875) x 2. Isabelle Sloet van Toutenburg (1823-1872)
- 1875-1883: Carel George U.W. van Heeckeren van Wassenaer (1875-1883), overleed ongehuwd op 26-jarige leeftijd aan tyfus
- 1883/1936-1936/1953 Rodolphe Frédéric van Heeckeren van Wassenaer (1858-1936) x Marie Amélie M.A. van Aldenburg Bentinck (1879-1975)
- 1953 - : Stichting Twickel

## Stichting Twickel
In 1953 werd de Stichting Twickel opgericht met als doelstelling: het in stand houden van Twickel als natuurreservaat en cultuurmonument voor wandelaars, natuurvrienden en kunstminnenden en daarmee zijn historische betekenis te bestendigen. Barones Van Heeckeren van Wassenaer bracht het kernbezit van haar eigendommen in in de stichting. Dit omvatte het kasteel Twickel met bijhorende bossen en boerderijen en de inventaris. Ook het huisarchief werd eigendom van de stichting. De overige landerijen bleven particulier eigendom van de barones.
Na haar overlijden in 1975 zijn al haar privé-landgoederen bij legaat overgegaan naar de Stichting Twickel.
Sinds 2013 wordt een deel van het huis bewoond door Roderik zu Castell-Rüdenhausen en zijn gezin.

## Recreatie
Buitenplaats Twickel wordt veel aangedaan door dagjesmensen. De kasteeltuinen kunnen tegen betaling worden bezocht en de moestuinen kan men in de zomermaanden bezoeken op woensdag t/m zaterdag van 10 tot 17 uur. Op woensdag- en vrijdagmiddag zijn groenten, kruiden, vruchten en boeketten te koop. In de oranjerie, waar de citrusbomen overwinteren, is in de zomermaanden een theeschenkerij. Voor bezichtiging van het kasteel kunnen via de website rondleidingen gereserveerd worden, die plaatsvinden in de maand juni en van half augustus tot half september.  Op Open Monumentendag zijn de stallen en het koetshuis op het voorplein opengesteld, evenals landschapspark de Breeriet.
De rond het kasteel gelegen bossen en velden worden veel gebruikt als wandelgebied. Door de bossen loopt onder andere de Europese wandelroute E11. De route is ter plaatse beter bekend als Marskramerpad. Op het landgoed ligt sinds 1997 een golfbaan van de Twentsche Golfclub.
In 2010 is een 70 kilometer lange mountainbikeroute op Twickel aangelegd. De route staat met pijltjes aangegeven. De route volgt bestaande zandwegen, maar ook speciaal aangelegde singletracks, zo'n tien kilometer in totaal.

## Externe link

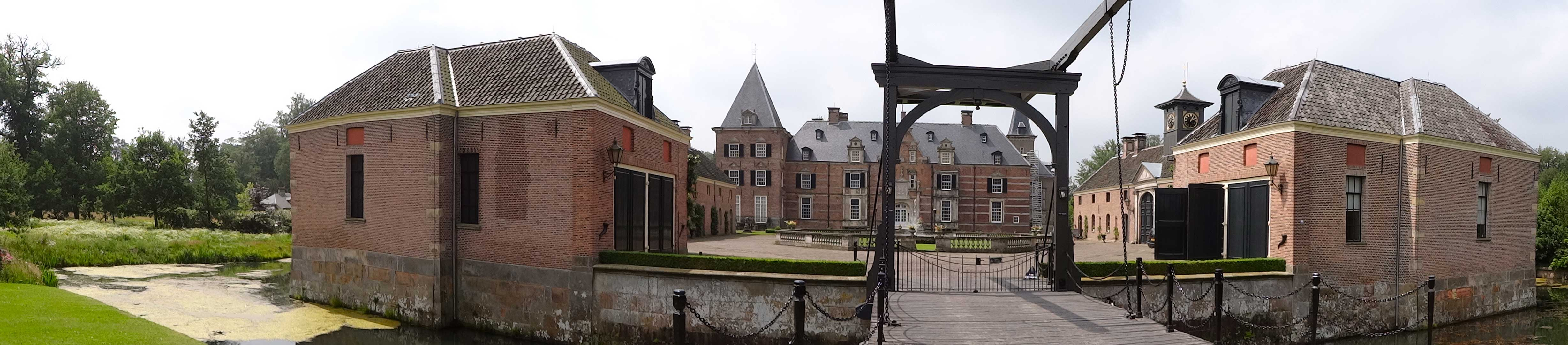